# Thierry Bourguignon
Thierry Bourguignon (La Mure, 9 december 1962) is een Frans voormalig wielrenner, die beroeps was tussen 1990 en 2000.

## Wielerloopbaan
Door een ernstig ongeval bij de amateurs in 1989 lag Bourguignon twaalf dagen lang in coma. Een jaar later kon hij desondanks een profcontract afdwingen bij de Toshiba-ploeg.
In 1991 werd hij tweede in de Tour-etappe naar Morzine achter Thierry Claveyrolat. In 1993 was hij de beste Fransman in de Giro. In de Ronde van Frankrijk 1999 reed Bourguignon, die toen al 36 was, op weg naar Alpe d'Huez samen met Stéphane Heulot lange tijd voorop.
Ondanks zijn kleine palmares was Bourguignon als clown van het peloton een van de populairste wielrenners van Frankrijk.

## Belangrijkste overwinningen
1988
- Eindklassement Tour Nivernais Morvan

1990
- 2e etappe Tour du Vaucluse

1993
- Eindklassement Tour du Vaucluse

## Resultaten in voornaamste wedstrijden
| Jaar | Ronde van Italië | Ronde van Frankrijk | Ronde van Spanje |
| ---- | ---------------- | ------------------- | ---------------- |
| 1990 |                  |                     | 37e              |
| 1991 |                  | 25e                 |                  |
| 1992 |                  | 29e                 |                  |
| 1993 | 25e              | 36e                 |                  |
| 1994 | opgave           |                     |                  |
| 1996 |                  | 62e                 |                  |
| 1997 |                  | 28e                 |                  |
| 1998 |                  | 26e                 |                  |
| 1999 |                  | 48e                 |                  |

| Jaar | Milaan-San Remo | Parijs-Roubaix | Amstel Gold Race | Luik-Bast.‑Luik | Ronde van Lombardije |
| ---- | --------------- | -------------- | ---------------- | --------------- | -------------------- |
| 1990 |                 |                |                  |                 |                      |
| 1991 |                 |                |                  |                 |                      |
| 1992 |                 |                | 55e              | 65e             | 62e                  |
| 1993 | 100e            | 63e            | 50e              |                 |                      |
| 1994 |                 |                | 43e              | 51e             |                      |
| 1996 |                 |                |                  |                 |                      |
| 1997 |                 |                |                  |                 |                      |
| 1998 |                 |                |                  |                 |                      |
| 1999 |                 |                |                  |                 |                      |